# Øyvind Berg
Øyvind Berg född 14 januari 1959 i Oslo, är en norsk lyriker, dramatiker, skådespelare och översättare. 
Berg har studerat filosofi och litteratur samt även egyptologi vid Universitetet i Bergen och Universitetet i Tromsø. Han har varit medlem av Den norske Forfatterforenings litterära råd (1987-1988) och (1993-1996). Han har suttit i Kulturrådets nämnd för inköpsordningen för ny norsk skönlitteratur. Från 1997 var han konstnärlig ledare för Sigrid Undset-dagene, Norsk litteraturfestival. Bergs lyrik är översatt till tyska, engelska och danska.